# Plebejus sorhageni
Plebejus sorhageni är en fjärilsart som beskrevs av Herman Dewitz 1879. Plebejus sorhageni ingår i släktet Plebejus och familjen juvelvingar. Inga underarter finns listade i Catalogue of Life.